# Bruant à gorge blanche
Zonotrichia albicollis
Espèce
Statut de conservation UICN

 LC  : Préoccupation mineure
Répartition géographique
- Résident permanent
- Zone de reproduction
- Zone migratoire
- Zone d'hivernage

Le Bruant à gorge blanche (Zonotrichia albicollis) est une espèce de passereaux de la famille des bruants américains (Passerellidae).
Ce bruant est exceptionnel par la présence de deux morphotypes nécessitant une reproduction croisée (un type avec l'autre).

## Description

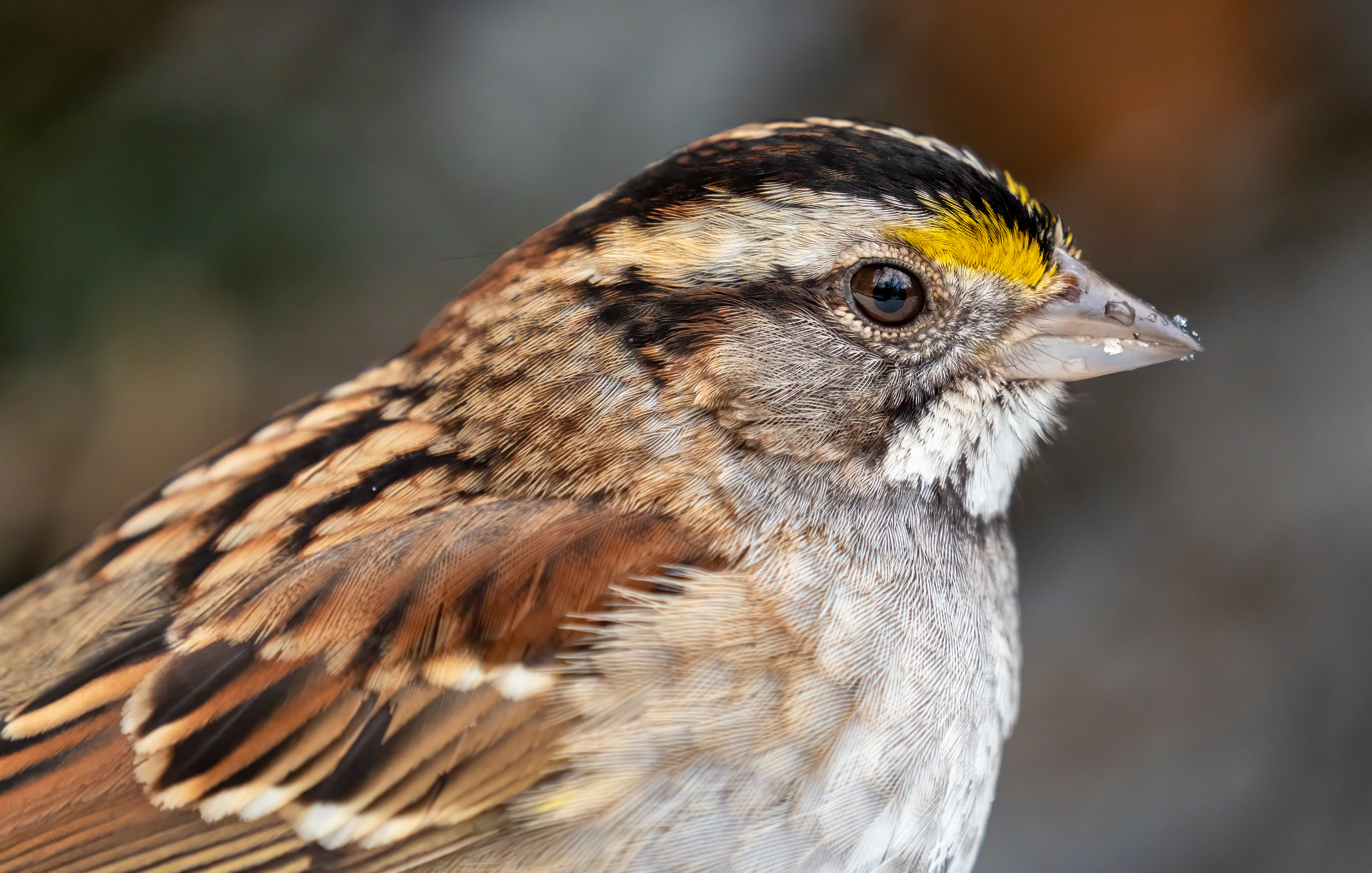
Bruant à gorge blanche de profil à Central Park, New York.

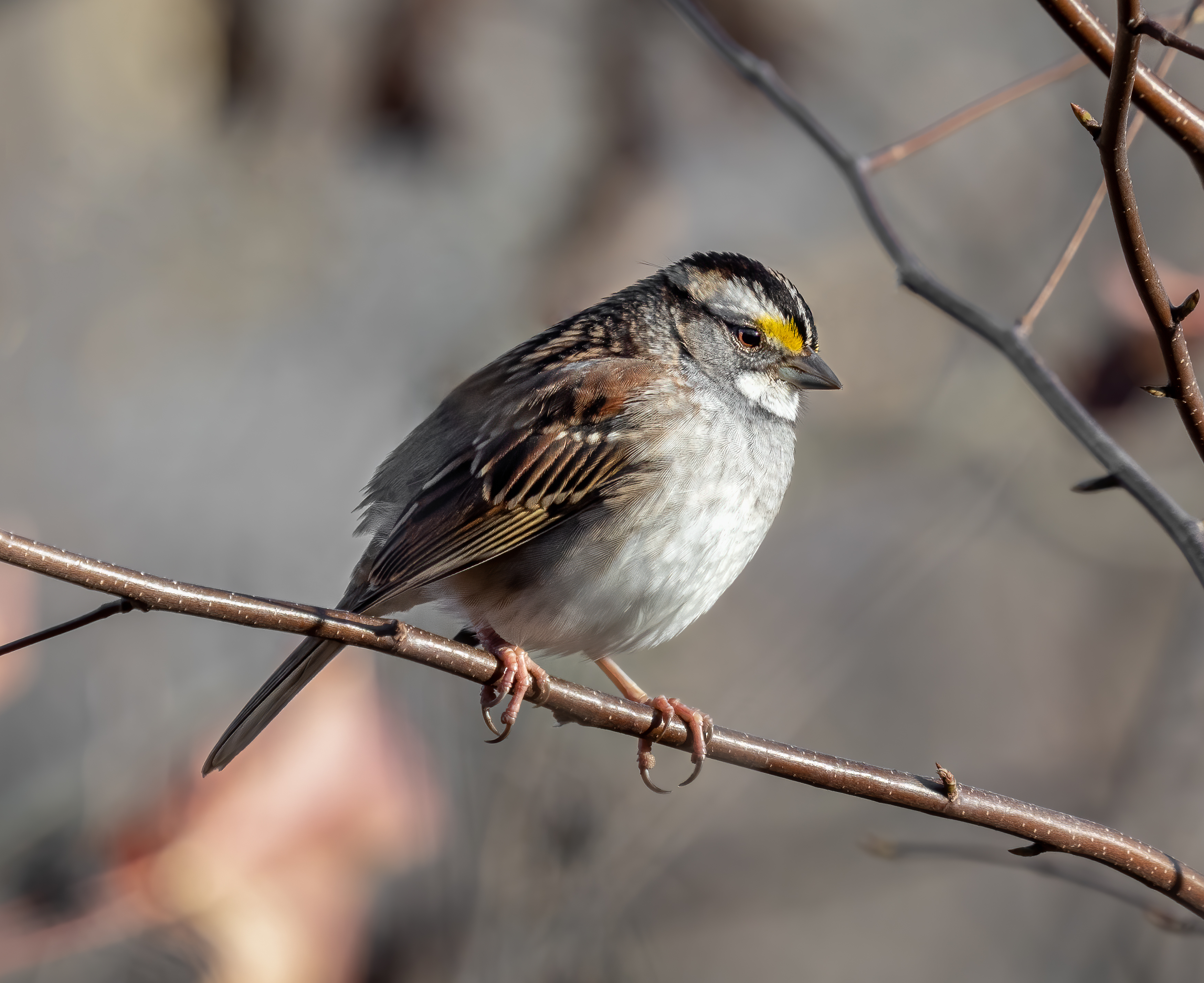
Bruant à gorge blanche à Prospect Park, New York.

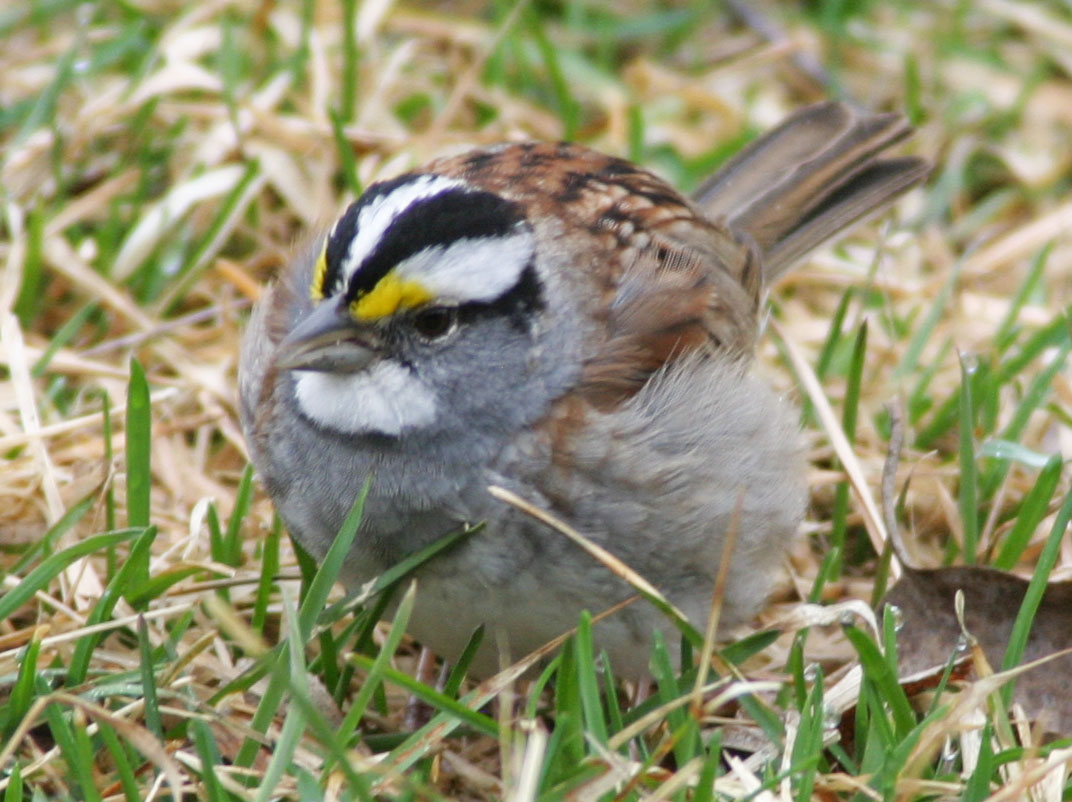
Bruant à gorge blanche au Québec.

Cet oiseau mesure environ 16 cm. Les ailes rousses et la poitrine blanche facilitent l'identification. La population de ces bruants se divise en deux morphotypes, qui diffèrent par le plumage (raies blanches ou ocre, sur la tête) et le comportement (les premiers sont agressifs, changent fréquemment de partenaire et ont un chant riche ; les seconds sont monogames, défendent plus farouchement leur progéniture contre les prédateurs et ont un chant monotone). Les mâles d'un type s'accouplent presque toujours avec une femelle de l'autre type, et vice versa.

### Chant et appels
Son chant est un sifflement haut et fort qui ressemble à Où es-tu Frédéric, Frédéric, Frédéric.

## Répartition et habitat

### Répartition
Le bruant à gorge blanche vit en Amérique du Nord, nichant à l'est et au centre du Canada et en Nouvelle-Angleterre. 
Son aire de répartition est délimitée au nord par la limite des arbres, et au sud par les forêts-parcs à trembles, bien que l'on puisse trouver des populations plus au sud.

### Migration
À partir du mois de septembre, il quitte ses lieux de nidification et il migre vers le Sud des États-Unis, en particulier à l'est des Grandes Plaines,. 
Cet oiseau se retrouve rarement en Europe de l’Ouest. Un spécimen est repéré en France, en octobre 2021, sur l'île d'Ouessant ; un autre est identifié en juin 2022, dans un village du Haut-Jura, où il attire plusieurs dizaines d'ornithologues venus pour l'observer. Ces oiseaux se sont probablement égarés au cours de leur migration.

### Habitat
Le bruant à gorge blanche réside dans les forêts de conifères, de feuillus ou mixtes avec un sol riche en végétation lui permettant de se couvrir.
Durant sa migration et dans sa zone d'hivernage, il privilégie également des zones avec un couvert assez dense. On peut aussi le trouver dans des zones plus urbaines et des parcs. 

## Écologie et comportement

### Alimentation
Cet oiseau mange surtout des graines, des insectes et des petits fruits. Son régime change au cours de l'année, étant dominé par les insectes en été et par les graines et fruits en hiver. Il cherche principalement sa nourriture sur le sol dans les sous-bois ; en été, il peut également trouver les insectes dans les buissons et les arbres. Il se nourrit en bandes pendant la migration et l'hiver, et seul ou en couple durant l'été.
Les groupes de bruants à gorge blanche formés durant l'hiver fonctionnent selon une hiérarchie bien établie, les individus dominants se nourrissant aux endroits les plus proches d'un couvert pour s'abriter des prédateurs. Cette préférence est très marquée et les bruants n'hésitent pas à sacrifier l'efficacité énergétique pour se nourrir à proximité d'un abri.

### Reproduction
La saison de la reproduction commence en mai. La femelle construit son nid sur le sol sous des buissons ou dans les branches basses des arbres dans les forêts à feuillage caduc ou mixtes. Le nid est un bol tapissé de matériaux plus doux. La femelle pond de 4 à 6 œufs tachetés qu'elle couve pendant de 11 à 14 jours. Les jeunes quittent le nid entre 7 et 12 jours après l'éclosion, et deviennent autonomes au moins deux semaines plus tard.
Les deux morphotypes du bruant à gorge blanche ont un comportement reproductif très similaire.

#### Génétique
Ces oiseaux ont deux sexes au plan morphologique, mais en quelque sorte quatre au plan génétique. Les bruants à rayures ocre ont deux copies semblables du chromosome no 2, alors que chez ceux à rayures blanches l'une des copies contient une inversion d'une large portion de ce chromosome (plus de 1 100 gènes). Il s'agit en fait de plusieurs inversions, qui ont modifié l'ordre des gènes dans le segment inversé. Plusieurs de ces gènes sont impliqués dans la coloration du plumage et le comportement (mais pas le développement sexuel). Comme pour le chromosome Y des mammifères ou W des oiseaux, les mutations sont plus nombreuses sur le chromosome modifié que sur sa version originale,.
Cet exemple extraordinaire n'a pas qu'un intérêt anecdotique, il illustre comment a pu commencer l'évolution des chromosomes sexuels comme XX/XY et ZW/ZZ.

### Prédation et parasitisme
Le bruant à gorge blanche peut être victime du parasitisme de couvée de la part du vacher à tête brune, bien que ce soit relativement rare, possiblement car le vacher est rare dans les zones occupées par le bruant.
Les prédateurs des adultes sont mal connus, mais incluent le Faucon émerillon, l'Épervier brun et le Hibou des marais.

## Systématique
Le bruant à gorge blanche a été décrit pour la première fois par Johann Friedrich Gmelin en 1789. Il s'agit d'une espèce monotypique.